# Boris Vilkitskij
Boris Andrejevitj Vilkitskij (ryska: Борис Андреевич Вилькицкий), född 3 april (gamla stilen: 22 mars) 1885 i Pulkovo, död 6 mars 1961 i Bryssel, var en rysk sjömilitär och hydrograf som gjorde flera polarfärder i Norra ishavet och särskilt upptog ett systematiskt arbete för att österifrån passera från Stilla havet till Europa. 
Vilkitskij ledde en rysk expedition som 1913 besökte Bennettön och Nysibiriska öarna. Expeditionen framträngde dit från Berings sund och upptäckte under vägen västerut nytt land något norr om Kap Tjeljuskin, dels en mindre ö, omkring 12 km bred, dels ½° längre mot norr ett större land, som sträckte sig upp åtminstone till nära 81° nordlig bredd och 98° östlig längd och som fick namnet "Kejsar Nikolaus II:s land", numera Severnaja Zemlja. Han lyckades 1915 nå Archangelsk och blev sålunda den andre man, som fullbordade Nordostpassagen.
Vilkitskij emigrerade till Västeuropa 1920. Svenska sällskapet för antropologi och geografi tilldelade 1926 honom Vegamedaljen för upptäckten av Severnaja Zemlja.